# Marcin Tybura
Marcin Tybura (ur. 9 listopada 1985 w Uniejowie) – polski zawodnik mieszanych sztuk walki (MMA). Zwycięzca turnieju M-1 Grand Prix 2013 oraz mistrz M-1 Global wagi ciężkiej w latach 2014–2015. Od 2015 związany z UFC.

## Wczesne życie
Treningi MMA rozpoczął w 2006 roku po tym, jak przyjaciel zapoznał go z tym sportem. W ciągu kilku tygodni zaczął odczuwać potrzebę rywalizacji. Zawodowo zadebiutował jednak dopiero kilka lat później.
Uzyskał tytuł magistra wychowania fizycznego na Uniwersytecie Łódzkim.

## Kariera MMA

### Wczesna kariera
Marcin zadebiutował w MMA w listopadzie 2011 roku, wygrywając turniej na Mistrzostwach Polski MMA, które odbywały się w Chorzowie. Kilkanaście dni później wziął udział w kolejnym turnieju Carphatian Primus Belt, który miał miejsce tym razem w Rzeszowie – Tybura zwyciężył w eliminacyjnym pojedynku przed czasem i zakwalifikował się do ćwierćfinału. Na początku 2012 roku zorganizowano ćwierćfinały turnieju. Tybura swój pojedynek wygrał, również przed czasem dusząc rywala, ale do półfinałów nie doszło z niewiadomego powodu (nie zorganizowano kolejnej gali na których miały się odbyć półfinały turnieju). Zamiast tego zmierzył się w walce wieczoru z Szymonem Bajorem na Prime FC 1 w Mielcu, którą wygrał na punkty po dogrywce.

### Start w turnieju M-1
21 stycznia 2013 roku związał się z czołową europejską organizacją M-1 Global na okres 2 lat, czyli według kontraktu ma mieć zagwarantowane min. sześć walk. Do pierwszej jego walki doszło niecały miesiąc później na M-1 Challenge 37, zmierzył się w walce o prawo bycia rezerwowym na kwietniowym turnieju wagi ciężkiej M-1 Grad Prix 2013 z Dienisem Komkinem. Polak wygrał pojedynek kompletnie demolując rywala ciosami który w przerwie między rundami poddał walkę.
Do kwietniowego turnieju wagi ciężkiej M-1 Grand Prix 2013 zostali zaproszeni: mistrz M-1 w wadze ciężkiej Kenny Garner, Konstantīns Gluhovs, Magomied Malikow, weteran światowych ringów Jeff Monson, wielokrotny mistrz w kickboxingu oraz zawodnik Bellatora Aleksiej Kudin, Francuski grappler Chaban Ka, Ibragim Ibragimow, Denis Smoldariew oraz jako rezerwowy na wypadek kontuzji któregoś zawodnika Marcin Tybura. W ćwierćfinałach zwyciężali Gluhovs, Malikow, Smoldariev oraz Chaban Ka. Do pierwszego półfinału miało dojść 21 sierpnia między Malikowem a Chaban Ka ale kontuzja wykluczyła Malikowa z turnieju. Natychmiast na jego miejsce wskoczył rezerwowy Tybura który w półfinale pokonał Francuza przez TKO w 1. rundzie kwalifikując się do finału. Drugi półfinał również nie obył się bez problemów, rywal Gluhovsa, Estończyk Smoldariev został kontuzjowany i nie mógł zmierzyć się z Łotyszem więc organizatorzy postanowili anulować drugi półfinał i automatycznie przenieść Gluhovsa do finału. Finał miał miejsce 20 października na M-1 Challenge 42. Tybura zaraz po rozpoczęciu pojedynku sprowadził na ziemie Gluhovsa, zachodząc go przy tym zza plecy i próbując go natychmiast poddać duszeniem. Początkowo Łotysz sukcesywnie się bronił przed próbami poddań, więc Tybura zaczął uderzać krótkimi ciosami co w pewnym momencie poskutkowało i pozwoliło na zapięcie ciasnego duszenia, które Łotysz musiał poddać pod koniec 1. rundy. Tybura zwyciężył w całym turnieju inkasując czek na 1. milion rubli (ok 95 tys. zł) oraz prawo do pojedynku o pas mistrzowski w wadze ciężkiej.
Drabinka turnieju:
|  |                   |                     |              |                     |         |                  |               |           |  |  |       |       |       |
|  | Ćwierćfinały      | Ćwierćfinały        | Ćwierćfinały |                     |         | Półfinały        | Półfinały     | Półfinały |  |  | Finał | Finał | Finał |
|  | Ćwierćfinały      | Ćwierćfinały        | Ćwierćfinały |                     |         | Półfinały        | Półfinały     | Półfinały |  |  | Finał | Finał | Finał |
|  |                   |                     |              |                     |         |                  |               |           |  |  |       |       |       |
|  |                   |                     |              |                     |         |                  |               |           |  |  |       |       |       |
|  | Francja           | Chaban Ka           | POD1         |                     |         |                  |               |           |  |  |       |       |       |
|  | Francja           | Chaban Ka           | POD1         |                     |         |                  |               |           |  |  |       |       |       |
|  | Białoruś          | Aleksiej Kudin      |              |                     |         |                  |               |           |  |  |       |       |       |
|  | Białoruś          | Aleksiej Kudin      |              |                     | Polska  | Marcin Tybura    | TKO1          |           |  |  |       |       |       |
|  |                   |                     |              |                     | Polska  | Marcin Tybura    | TKO1          |           |  |  |       |       |       |
|  |                   |                     | Francja      | Chaban Ka           |         |                  |               |           |  |  |       |       |       |
|  | Rosja             | Magomied Malikow    | Francja      | Chaban Ka           | TKO2    |                  |               |           |  |  |       |       |       |
|  | Rosja             | Magomied Malikow    |              |                     | TKO2    |                  |               |           |  |  |       |       |       |
|  | Stany Zjednoczone | Jeff Monson         | kont.        |                     |         |                  |               |           |  |  |       |       |       |
|  | Stany Zjednoczone | Jeff Monson         | kont.        |                     |         | Polska           | Marcin Tybura | POD1      |  |  |       |       |       |
|  |                   |                     |              |                     |         |                  |               |           |  |  |       |       |       |
|  |                   |                     | Łotwa        | Konstantīns Gluhovs |         |                  |               |           |  |  |       |       |       |
|  | Łotwa             | Konstantīns Gluhovs | Łotwa        | Konstantīns Gluhovs | DEC3    |                  |               |           |  |  |       |       |       |
|  | Łotwa             | Konstantīns Gluhovs |              |                     | DEC3    |                  |               |           |  |  |       |       |       |
|  | Stany Zjednoczone | Kenny Garner        |              |                     |         |                  |               |           |  |  |       |       |       |
|  | Stany Zjednoczone | Kenny Garner        |              |                     | Estonia | Denis Smoldariew | kont.         |           |  |  |       |       |       |
|  |                   |                     |              |                     | Estonia | Denis Smoldariew | kont.         |           |  |  |       |       |       |
|  |                   |                     | Łotwa        | Konstantīns Gluhovs | w/o     |                  |               |           |  |  |       |       |       |
|  | Estonia           | Denis Smoldariew    | Łotwa        | Konstantīns Gluhovs | w/o     | TKO1             |               |           |  |  |       |       |       |
|  | Estonia           | Denis Smoldariew    |              |                     |         |                  |               |           |  |  |       |       |       |
|  | Rosja             | Ibragim Ibragimow   |              |                     |         |                  |               |           |  |  |       |       |       |
|  | Rosja             | Ibragim Ibragimow   |              |                     |         |                  |               |           |  |  |       |       |       |

Walka rezerwowa:
- Marcin Tybura vs  Dienis Komkin – zwycięstwo Tybury przez TKO w 1. rundzie

### Mistrzostwo M-1
Rywalem Tybury, który zapewnił sobie prawo walki o pas wygrywając turniej M-1 Grand Prix okazał się inny Polak – Damian Grabowski, który zdobył mistrzostwo pod koniec 2013 roku, zwyciężając ówczesnego mistrza Amerykanina Kenny’ego Garnera. 23 stycznia 2014 została ogłoszona walka o tytuł, starcie zaplanowano na 14 marca 2014 lecz ostatecznie nie doszło do niego z powodu kontuzji szyi u Grabowskiego, której nabawił się na kilkanaście dni przed walką. Postanowiono przełożyć pojedynek na lato 2014. By przygotowania Tybury nie poszły na marne, organizatorzy zestawili go z Chorwatem Maro Perakiem z którym się zmierzył 4 kwietnia na gali M-1 Challenge 47. Perak postawił duże wymagania m.in. trafiając kilkukrotnie mocnymi ciosami w stójce, ale Polak posiadał lepsze umiejętności zapaśnicze i grapplerskie, co przełożyło się na dominację w parterze i ostateczną wygraną przez TKO w 3. rundzie po wycieńczającym pojedynku.
15 sierpnia 2014 stoczył przełożony „polsko-polski” pojedynek o pas mistrza wagi ciężkiej z Damianem Grabowskim na pięćdziesiątej gali M-1. Tybura nieoczekiwanie poddał faworyzowanego Grabowskiego już na początku 1. rundy duszeniem rękoma i odebrał mu tytuł mistrza zostając jednocześnie jednym z najbardziej utytułowanych zawodników M-1 w historii tej organizacji (pas mistrzowski i wygrany turniej Grand Prix).
2 maja 2015 stoczył „superfight” z mistrzem M-1 wagi półciężkiej Niemcem Stephanem Pützem. Tybura przegrał pojedynek wskutek otrzymanych obrażeń, przez które nie został dopuszczony do kontynuowania pojedynku, notując tym samym pierwszą zawodową porażkę.
Po dwóch udanych obronach pasa (przeciwko Denisowi Smoldariewowi i Ante Deliji) 13 grudnia 2015 zwakował mistrzostwo wagi ciężkiej z powodu wygasającego kontraktu na początku 2016, a 21 stycznia 2016 podpisał kontrakt z Ultimate Fighting Championship.

### UFC
W debiucie dla amerykańskiej organizacji, który odbył 10 kwietnia 2016 na UFC Fight Night: Rothwell vs. dos Santos zmierzył się z Amerykaninem Timothym Johnsonem. Przegrał jednogłośnie na punkty.
W kolejnej walce, 6 sierpnia 2016 na UFC Fight Night: Rodríguez vs Caceres, znokautował w 2. rundzie wysokim kopnięciem w głowę Czecha Viktora Peštę. Za tę wygraną otrzymał również dodatkowy bonus finansowy w ramach występu wieczoru, w wysokości 50 tys. USD.
W kolejnym starciu, które odbył 4 marca 2017 roku na UFC 209 zmierzył się z Brazylijczykiem, Luisem Henrique. Wygrał walkę przez TKO w trzeciej rundzie.
17 czerwca 2017 podczas gali UFC Fight Night: Holm vs. Correia pokonał byłego mistrza UFC wagi ciężkiej, Białorusina Andreja Arłouskiego jednogłośnie na punkty.
19 listopada 2017 roku na gali UFC w Sydney miał zmierzyć się z Markiem Huntem. Hunt został wycofany z walki przez UFC, a nowym rywalem Tybury został Fabrício Werdum. Walkę przegrał przez jednogłośną decyzję
Kolejną porażkę odnotował w walce z Derrickiem Lewisem, kiedy to 18 lutego 2018 roku na gali UFC Fight Night 126 przegrał przez techniczny nokaut.
22 lipca 2018 roku na gali UFC Fight Night 134 zmierzył się ze Stefanem Struve. Walkę wygrał przez jednogłośną decyzję.
Następnie stoczył walkę z Szamilem Abdurachimowem, w terminie 20 kwietnia 2019 roku na gali UFC Fight Night 149. Przegrał przez TKO w drugiej rundzie.
14 września 2019 roku na UFC on ESPN+ 16 zmierzył się z Augusto Sakaiem. Tybura odniósł drugą porażkę z rzędu, gdyż został znokautowany w 59 sekund od rozpoczęcia walki.
29 lutego 2020 roku wystąpił na gali UFC on ESPN+ 27, gdzie podjął Mołdawianina, Sergieja Spiwaka. Tybura przełamał passę dwóch porażek i zwyciężył jednogłośną decyzją sędziów.
Oczekiwano, że 11 lipca 2020 roku na gali UFC 251 stoczy walkę z Alexandrem Romanovem. Romanov został jednak wycofany z gali z powodu zarażenia się wirusem COVID-19 i został zastąpiony przez debiutującego w UFC Maxima Griszyna. Tybura wygrał walkę przez jednogłośną decyzję.
11 października 2020 roku na gali UFC Fight Night 179 pokonał Bena Rothwella przez jednogłośną decyzję.
19 grudnia 2020 roku doszło do walki Tybury z Gregiem Hardym, podczas UFC Fight Night 183. Walkę wygrał w drugiej rundzie przez techniczny nokaut. Zwycięstwo to przyniosło mu nagrodę za występ wieczoru.
Oczekiwano, że 27 marca 2021 roku zawalczy z Błagojem Iwanowem na UFC 260, jednak Bułgar wycofał się z walki z powodu kontuzji. Następnie Tybura zmierzył się z Waltem Harrisem 5 czerwca 2021 roku na gali UFC Fight Night: Rozenstruik vs. Sakai. Po przetrwaniu początkowej dominacji Harrisa, Tybura obalił go i wykończył ciosami w parterze. Zwycięstwo to przyniosło mu nagrodę w postaci bonusu za występ wieczoru.
Podczas UFC 267, które odbyło się 30 października w Abu Zabi, zmierzył się z Rosjaninem, Aleksandrem Wołkowem. Przegrał jednogłośną decyzją sędziów. Dwóch z sędziów punktowało go 30-27 na korzyść Wołkowa, a jeden z nich uznał, że Polak wygrał drugą rundę i punktował 29-28.
20 sierpnia 2022 roku na UFC 278, doszło do jego walki z niepokonanym mołdawskim zapaśnikiem, Alexandrem Romanovem. Zwycięstwo po trzech rundach odniósł większościową decyzją sędziów Marcin Tybura, który zafundował rywalowi pierwszą porażkę w karierze. Po tym zwycięstwie awansował do pierwszej dziesiątki oficjalnego rankingu UFC wagi ciężkiej.
Na gali UFC Fight Night: Lewis vs. Spivac, która odbyła się 4 lutego 2023 roku, skrzyżował rękawice z klasyfikowanym (przed tym pojedynkiem) na 15. pozycji rankingu wagi ciężkiej UFC, Bułgarem, Błagojem Iwanowem. Tybura po trzech rundach walki zwyciężył przez jednogłośną decyzję sędziów (29-28, 29-28, 30-27) i dopisał do swojego rekordu kolejne zwycięstwo.
22 lipca 2023 podczas głównej walki wieczoru gali UFC Fight Night: Aspinall vs. Tybura, zmierzył się w konfrontacji z nr. 5 rankingu UFC, Tomem Aspinallem. Przegrał przez techniczny nokaut w pierwszej rundzie.
W kolejnej walce, którą stoczył 16 marca 2024 pokonał przez poddanie już w pierwszej rundzie Taia Tuivasę. Pierwotnie to starcie miało odbyć się 17 lutego 2024 na wydarzeniu UFC 298 w Anaheim, jednak jak poinformował Dana White pojedynek australijsko-polski został główną walką wieczoru gali UFC Fight Night w Las Vegas. Tybura po zwycięstwie został doceniony przez amerykańską organizacją dodatkowym bonusem za występ wieczoru. Dodatkowo po zwycięstwie z Australijczykiem awansował na 8 miejsce w oficjalnym rankingu UFC wagi ciężkiej.
10 sierpnia 2024 podczas gali UFC Fight Night 242 przystąpił do rewanżowego starcia z Mołdawianinem, Sergiejem Spiwakiem. Już w pierwszej rundzie został poddany przez rywala tzw. balachą (dźwignia na staw łokciowy). Po porażce zanotował spadek w rankingu UFC wagi ciężkiej na 9 miejsce.
Podczas gali UFC 309, która odbyła się 16 listopada w Nowym Jorku, zmierzył się z niepokonanym Jhonatą Dinizem. Tybura rozbił rywala dewastującymi łokciami, przez co Brazylijczyk po drugiej rundzie nie został dopuszczony do dalszej walki.
22 marca 2025 na gali UFC Fight Night w Londynie, podjął kolejnego niepokonanego zawodnika, tym razem Anglika Micka Parkina. Po piętnastu minutach walki sędziowie punktowi jednogłośnie przyznali zwycięstwo Tyburze. Dzięki zwycięstwu utrzymał 8 miejsce w rankingu wagi ciężkiej UFC.
W czerwcu 2025 roku, podpisał nowy kontrakt z UFC.

## Walka bokserska
26 kwietnia 2017 roku ogłoszono, że Tybura wystąpi 13 maja 2017 roku na charytatywnej IV Gali Biznes Boxing Polska, z której dochód w całości wesprze Szlachetną Paczkę. W pokazowej walce zmierzył się z redaktorem naczelnym Super Expressu, Sławomirem Jastrzębowskim. Pojedynek zakończył się dziwną decyzją sędziów, którzy uznali walkę za nieodbytą.

## Osiągnięcia

### Mieszane sztuki walki
- 2011: Mistrzostwa Polski w MMA – 1. miejsce w kat. open
- 2012: Carphatian Primus Belt – półfinalista turnieju w turnieju wagi ciężkiej
- 2013: M-1 Grand Prix 2013 – 1. miejsce w turnieju wagi ciężkiej
- M-1 Global
  - 2014–2015: mistrz M-1 Global w wadze ciężkiej

### Brazylijskie jiu-jitsu
- I miejsce – VII Puchar Polski w BJJ (Konin 2009)[84]
- II miejsce – World Pro BJJ Championship (Warszawa 2011)
- I miejsce – Abu Dhabi World Pro Trials (Birmingham 2012)[85]
- III miejsce – Mistrzostwa Europy IBJJF (Lizbona 2012)
- II miejsce – Abu Dhabi World Pro (Abu Zabi 2013)[86]

## Lista zawodowych walk w MMA
| Wynik     | Bilans | Przeciwnik (bilans przed walką) | Rozstrzygnięcie                           | Runda | Czas | Rozgrywki                                 | Data       | Miejsce        | Uwagi                                                                           |
| --------- | ------ | ------------------------------- | ----------------------------------------- | ----- | ---- | ----------------------------------------- | ---------- | -------------- | ------------------------------------------------------------------------------- |
| Wygrana   | 27-9   | Mick Parkin (10-0)              | Decyzja (jednogłośna)                     | 3     | 5:00 | UFC Fight Night: Edwards vs. Brady        | 22.03.2025 | Londyn         |                                                                                 |
| Wygrana   | 26-9   | Jhonata Diniz (8-0)             | TKO (przerwanie przez lekarza)            | 2     | 5:00 | UFC 309                                   | 16.11.2024 | Nowy Jork      |                                                                                 |
| Przegrana | 25-9   | Sergiej Spiwak (16-4)           | Poddanie (dźwignia na staw łokciowy)      | 1     | 1:44 | UFC Fight Night: Tybura vs. Spivac 2      | 10.08.2024 | Las Vegas      | Main Event                                                                      |
| Wygrana   | 25-8   | Tai Tuivasa (14-6)              | Techniczne poddanie (duszenie zza pleców) | 1     | 4:08 | UFC Fight Night: Tuivasa vs. Tybura       | 16.03.2024 | Las Vegas      | Bonus za występ wieczoru. Main Event                                            |
| Przegrana | 24-8   | Tom Aspinall (12-3)             | TKO (ciosy pięściami)                     | 1     | 1:13 | UFC Fight Night: Aspinall vs. Tybura      | 22.07.2023 | Londyn         | Main Event                                                                      |
| Wygrana   | 24-7   | Błagoj Iwanow (19-4. 1NC)       | Decyzja (jednogłośna)                     | 3     | 5:00 | UFC Fight Night: Lewis vs. Spivac         | 04.02.2023 | Las Vegas      |                                                                                 |
| Wygrana   | 23-7   | Alexandr Romanov (16-0)         | Decyzja (większościowa)                   | 3     | 5:00 | UFC 278                                   | 20.08.2022 | Salt Lake City |                                                                                 |
| Przegrana | 22-7   | Aleksandr Wołkow (33-9)         | Decyzja (jednogłośna)                     | 3     | 5:00 | UFC 267                                   | 30.10.2021 | Abu Zabi       |                                                                                 |
| Wygrana   | 22-6   | Walt Harris (13-9)              | TKO (ciosy w parterze)                    | 1     | 4:06 | UFC Fight Night: Rozenstruik vs. Sakai    | 05.06.2021 | Las Vegas      | Bonus za występ wieczoru. Co-Main Event                                         |
| Wygrana   | 21-6   | Greg Hardy (7-2)                | TKO (ciosy w parterze)                    | 2     | 4:31 | UFC Fight Night: Thompson vs. Neal        | 19.12.2020 | Las Vegas      | Bonus za występ wieczoru.                                                       |
| Wygrana   | 20-6   | Ben Rothwell (38-12)            | Decyzja (jednogłośna)                     | 3     | 5:00 | UFC Fight Night: Moraes vs. Sandhagen     | 10.10.2020 | Abu Zabi       |                                                                                 |
| Wygrana   | 19-6   | Maksim Griszyn (30-7-2)         | Decyzja (jednogłośna)                     | 3     | 5:00 | UFC 251                                   | 11.07.2020 | Abu Zabi       |                                                                                 |
| Wygrana   | 18-6   | Sergiej Spiwak (10-1)           | Decyzja (jednogłośna)                     | 3     | 5:00 | UFC on ESPN+ 27: Benavidez vs. Figueiredo | 29.02.2020 | Norfolk        |                                                                                 |
| Przegrana | 17-6   | Augusto Sakai (13-1-1)          | KO (ciosy pięściami)                      | 1     | 0:59 | UFC on ESPN+ 16: Cowboy vs. Gaethje       | 14.09.2019 | Vancouver      |                                                                                 |
| Przegrana | 17-5   | Szamil Abdurachimow (19-4)      | TKO (ciosy pięściami)                     | 2     | 3:15 | UFC on ESPN+ 7: Olejnik vs. Overeem       | 20.04.2019 | Petersburg     |                                                                                 |
| Wygrana   | 17-4   | Stefan Struve (28-10)           | Decyzja (jednogłośna)                     | 3     | 5:00 | UFC Fight Night: Shogun vs. Smith         | 22.07.2018 | Hamburg        |                                                                                 |
| Przegrana | 16-4   | Derrick Lewis (18-5)            | TKO (uderzenia w parterze)                | 3     | 2:48 | UFC Fight Night: Cowboy vs. Medeiros      | 18.02.2018 | Austin         |                                                                                 |
| Przegrana | 16-3   | Fabricio Werdum (22-7-1)        | Decyzja (jednogłośna)                     | 5     | 5:00 | UFC Fight Night 121: Werdum vs. Tybura    | 19.11.2017 | Sydney         | Main Event                                                                      |
| Wygrana   | 16-2   | Andrej Arłouski (25-14)         | Decyzja (jednogłośna)                     | 3     | 5:00 | UFC Fight Night: Holm vs. Correia         | 17.06.2017 | Kallang        | Co-Main Event                                                                   |
| Wygrana   | 15-2   | Luis Henrique (10-2)            | TKO (ciosy w parterze)                    | 3     | 3:46 | UFC 209                                   | 04.03.2017 | Las Vegas      |                                                                                 |
| Wygrana   | 14-2   | Viktor Pešta (10-2)             | KO (wysokie kopnięcie)                    | 2     | 0:53 | UFC Fight Night: Rodríguez vs Caceres     | 06.08.2016 | Salt Lake City | Bonus za występ wieczoru.                                                       |
| Przegrana | 13-2   | Timothy Johnson (9-2)           | Decyzja (jednogłośna)                     | 3     | 5:00 | UFC Fight Night: Rothwell vs. dos Santos  | 10.04.2016 | Zagrzeb        | Debiut w UFC.                                                                   |
| Wygrana   | 13-1   | Ante Delija (14-2)              | TKO (kontuzja nogi – złamanie)            | 1     | 2:21 | M-1 Challenge 61: Battle of Narts         | 20.09.2015 | Nazrań         | Obronił pas mistrzowski M-1 Global w wadze ciężkiej.                            |
| Przegrana | 12-1   | Stephan Pütz (12-1)             | TKO (przerwanie przez lekarza)            | 3     | 3:48 | M-1 Challenge 57                          | 02.05.2015 | Orenburg       | Superfight                                                                      |
| Wygrana   | 12-0   | Denis Smoldariew (9-0)          | Poddanie (duszenie za pleców)             | 1     | 1:24 | M-1 Challenge 53                          | 25.11.2014 | Pekin          | Obronił pas mistrzowski M-1 Global w wadze ciężkiej.                            |
| Wygrana   | 11-0   | Damian Grabowski (19-2)         | Poddanie (duszenie północ-południe)       | 1     | 1:28 | M-1 Challenge 50                          | 15.08.2014 | Petersburg     | Zdobył pas mistrzowski M-1 Global w wadze ciężkiej. Bonus za poddanie wieczoru. |
| Wygrana   | 10-0   | Maro Perak (23-3-1)             | TKO (ciosy pięściami)                     | 3     | 3:26 | M-1 Challenge 47                          | 04.04.2014 | Orenburg       |                                                                                 |
| Wygrana   | 9-0    | Konstantīns Gluhovs (26-12)     | Poddanie (duszenie zza pleców)            | 1     | 4:30 | M-1 Challenge 42                          | 20.10.2013 | Petersburg     | Finał turnieju M-1 Grand Prix 2013. Bonus za poddanie wieczoru.                 |
| Wygrana   | 8-0    | Chaban Ka (6-1-1)               | TKO (ciosy pięściami)                     | 1     | 2:05 | M-1 Challenge 41                          | 21.08.2013 | Petersburg     | Półfinał turnieju M-1 Grand Prix 2013.                                          |
| Wygrana   | 7-0    | Dienis Komkin (13-11)           | TKO (niezdolność do walki)                | 1     | 5:00 | M-1 Challenge 37                          | 27.02.2013 | Orenburg       | Debut w M-1 Global. Walka rezerwowa turnieju M-1 Grand Prix 2013.               |
| Wygrana   | 6-0    | Krystian Kopytowski (3-0)       | TKO (niezdolność do walki)                | 3     | 1:53 | Gladiator Arena 4                         | 08.12.2012 | Pyrzyce        |                                                                                 |
| Wygrana   | 5-0    | Szymon Bajor (9-1)              | Decyzja (niejednogłośna)                  | 3     | 3:00 | Prime FC 1 – Bajor vs. Tybura             | 01.06.2012 | Mielec         | Main Event                                                                      |
| Wygrana   | 4-0    | Andrzej Kosecki (1-3)           | Poddanie (duszenie zza pleców)            | 1     | 3:17 | Carphatian Primus Belt – Runda 2          | 24.02.2012 | Rzeszów        | Ćwierćfinał turnieju.                                                           |
| Wygrana   | 3-0    | Stanisław Ślusakowicz (1-1)     | Poddanie (duszenie trójkątne)             | 1     | 3:20 | Carphatian Primus Belt – Runda 1          | 13.11.2011 | Rzeszów        | Pierwsza runda turnieju.                                                        |
| Wygrana   | 2-0    | Adam Wieczorek (0-0)            | Decyzja (jednogłośna)                     | 2     | 5:00 | Mistrzostwa Polski MMA – Finały           | 05.11.2011 | Chorzów        | Finał turnieju.                                                                 |
| Wygrana   | 1-0    | Robert Marcok (0-0)             | Poddanie (duszenie zza pleców)            | 1     | 3:48 | Mistrzostwa Polski MMA – Finały           | 05.11.2011 | Chorzów        | Półfinał turnieju.                                                              |